# Sulhamstead Bannister
Sulhamstead Bannister var en civil parish var en civil parish fram till 1866 och 1934 till 1991 då den blev en del av Beech Hill och Wokefield, i grevskapet Berkshire, i England. Civil parish var belägen 8 km från Reading och hade 87 invånare år 1971.